# Mompha coloradella
Mompha coloradella é uma espécie de mariposa do gênero Mompha pertencente à família Coleophoridae.